# Grand Prix automobile de France 2000
GP précédent GP suivant
Le Grand Prix automobile de France 2000 (Mobil 1 Grand Prix de France 2000), disputé sur le circuit de Nevers Magny-Cours à 12 km au sud de Nevers le 2 juillet 2000, est la 655e épreuve du championnat du monde de Formule 1 courue depuis 1950 et la neuvième manche du championnat 2000.

## Classement
| Pos. | No | Pilote                | Écurie             | Tours | Temps/Abandon                      | Grille | Points |
| ---- | -- | --------------------- | ------------------ | ----- | ---------------------------------- | ------ | ------ |
| 1    | 2  | David Coulthard       | McLaren-Mercedes   | 72    | 1 h 38 min 05 s 538 (187,171 km/h) | 2      | 10     |
| 2    | 1  | Mika Häkkinen         | McLaren-Mercedes   | 72    | + 14 s 748                         | 4      | 6      |
| 3    | 4  | Rubens Barrichello    | Ferrari            | 72    | + 32 s 409                         | 3      | 4      |
| 4    | 22 | Jacques Villeneuve    | BAR-Honda          | 72    | + 1 min 01 s 322                   | 7      | 3      |
| 5    | 9  | Ralf Schumacher       | Williams-BMW       | 72    | + 1 min 03 s 981                   | 5      | 2      |
| 6    | 6  | Jarno Trulli          | Jordan-Mugen-Honda | 72    | + 1 min 15 s 605                   | 9      | 1      |
| 7    | 5  | Heinz-Harald Frentzen | Jordan-Mugen-Honda | 71    | + 1 tour                           | 8      |        |
| 8    | 10 | Jenson Button         | Williams-BMW       | 71    | + 1 tour                           | 10     |        |
| 9    | 11 | Giancarlo Fisichella  | Benetton-Playlife  | 71    | + 1 tour                           | 14     |        |
| 10   | 17 | Mika Salo             | Sauber-Petronas    | 71    | + 1 tour                           | 12     |        |
| 11   | 16 | Pedro Diniz           | Sauber-Petronas    | 71    | + 1 tour                           | 15     |        |
| 12   | 15 | Nick Heidfeld         | Prost-Peugeot      | 71    | + 1 tour                           | 16     |        |
| 13   | 7  | Eddie Irvine          | Jaguar-Ford        | 70    | + 2 tours                          | 6      |        |
| 14   | 14 | Jean Alesi            | Prost-Peugeot      | 70    | + 2 tours                          | 18     |        |
| 15   | 20 | Marc Gené             | Minardi-Fondmetal  | 70    | + 2 tours                          | 21     |        |
| Abd. | 3  | Michael Schumacher    | Ferrari            | 58    | Moteur                             | 1      |        |
| Abd. | 18 | Pedro de la Rosa      | Arrows-Supertec    | 45    | Transmission                       | 13     |        |
| Abd. | 12 | Alexander Wurz        | Benetton-Playlife  | 34    | Sortie de piste                    | 17     |        |
| Abd. | 21 | Gaston Mazzacane      | Minardi-Fondmetal  | 31    | Sortie de piste                    | 22     |        |
| Abd. | 19 | Jos Verstappen        | Arrows-Supertec    | 25    | Transmission                       | 20     |        |
| Abd. | 8  | Johnny Herbert        | Jaguar-Ford        | 20    | Boîte de vitesses                  | 11     |        |
| Abd. | 23 | Ricardo Zonta         | BAR-Honda          | 16    | Sortie de piste                    | 19     |        |

## Pole position et record du tour
- Pole position : Michael Schumacher en 1 min 15 s 632 (vitesse moyenne : 202,295 km/h).
- Meilleur tour en course : David Coulthard en 1 min 19 s 479 au 28e tour (vitesse moyenne : 192,504 km/h).

## Tours en tête
- Michael Schumacher : 38 (1-24 / 26-39)
- David Coulthard : 34 (25 / 40-72)

## Statistiques
- 9e victoire pour David Coulthard.
- 127e victoire pour McLaren en tant que constructeur.
- 32e victoire pour Mercedes en tant que motoriste.